# Чемпіонат Франції з тенісу 1908
Чемпіонат Франції з тенісу 1908 — 18-й розіграш Відкритого чемпіонату Франції. Макс Декюжі здобув перемоги на всіх турнірах, у яких йому можна було брати участь: в одиночному розряді, у парному разом із Морісом Жермо та у міксті з Кейт Жиллу. Кейт Жиллу також виграла всі три турніри: одиночний, парний разом із К. Матте і мікст.

## Дорослі

### Чоловіки, одиночний розряд
Макс Декюжі переміг у фіналі  Моріса Жермо 6–2, 6–1, 3–6, 10–8

### Жінки, одиночний розряд
Кейт Жиллу перемогла у фіналі  А. Пін 6–2, 6–2

### Чоловіки, парний розряд
Макс Декюжі /  Моріс Жермо

### Жінки, парний розряд
Кейт Жиллу /  К. Матте

### Змішаний парний розряд
Кейт Жиллу /  Макс Декюжі перемогли у фіналі пару  А. Пін /  Етьєн Пікар 6-4, 6-2